# Entjärnen (Söderbärke socken, Dalarna)
Entjärnen är en sjö i Smedjebackens kommun i Dalarna och ingår i Norrströms huvudavrinningsområde. Sjön har en area på 0,0496 kvadratkilometer och ligger 222,5 meter över havet. Sjön avvattnas av vattendraget Plågbäcken.

## Delavrinningsområde
Entjärnen ingår i det delavrinningsområde (664715-148975) som SMHI kallar för Inloppet i Billsjön. Medelhöjden är 221 meter över havet och ytan är 8,29 kvadratkilometer. Det finns inga avrinningsområden uppströms utan avrinningsområdet är högsta punkten. Plågbäcken som avvattnar avrinningsområdet har biflödesordning 4, vilket innebär att vattnet flödar genom totalt 4 vattendrag innan det når havet efter 228 kilometer. Avrinningsområdet består mestadels av skog (79 procent). Avrinningsområdet har 0,83 kvadratkilometer vattenytor vilket ger det en sjöprocent på 9,9 procent.